# Ferdinand Wüst
Ferdinand Wüst (* 22. September 1845 in Rüdenhausen; † 1908 in Graz) war ein deutscher Maler, Grafiker und Lithograph, der vor allem in Österreich-Ungarn wirkte.

## Leben

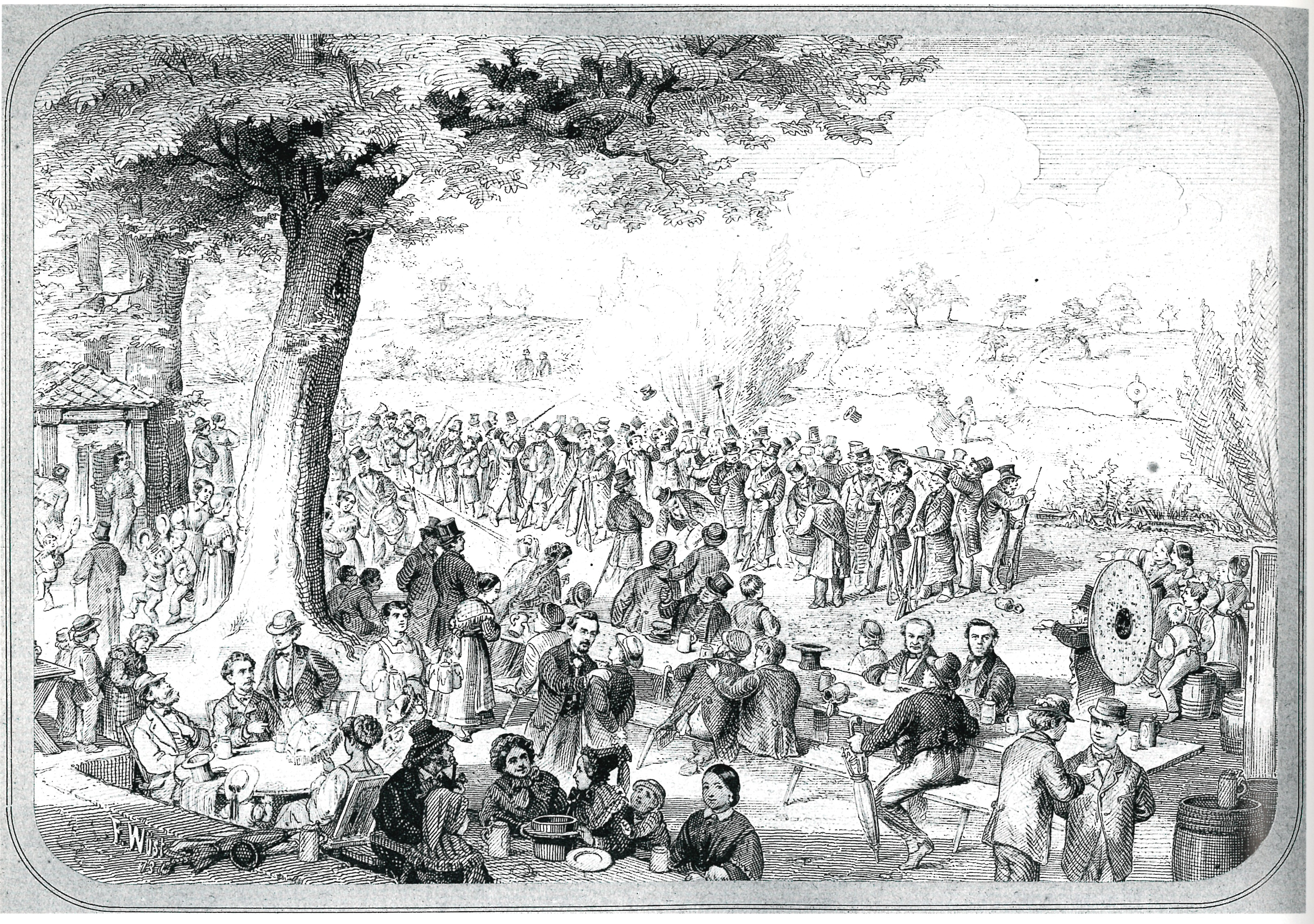
Zeichnung von 1873: Kirchweih in Rüdenhausen

Ferdinand Wüst wurde am 22. September 1845 in der königlich-bayerischen Marktgemeinde Rüdenhausen geboren. Irrtümlicherweise taucht in der Literatur auch der Geburtsort Castell auf. Erste Arbeiten von ihm sind bereits um 1870 nachweisbar. Wahrscheinlich wandte sich Wüst früh nach Österreich-Ungarn, wo er zum Teilhaber der lithographisch-artistischen Anstalt Mattheys Erben in Graz aufstieg. Die künstlerischen Arbeiten Wüsts wurden als sehr modern empfunden und vor allem für die Gebrauchsgrafik genutzt. Ferdinand Wüst starb im Jahr 1908 in Graz.

## Werke (Auswahl)
Ferdinand Wüst schuf Aquarelle, Stiche und Ölgemälde. Dabei variierten die Themen zwischen Porträts und Landschaftsdarstellungen, wobei Wüst besonders die Bahnstrecken der österreichischen Kernlande um Wien thematisierte. Daneben entstanden Interieurbilder, die auch in verschiedenen Zeitungen abgedruckt wurden. Wüst wurde auch als Plakatmaler eingesetzt. Unter anderem war Wüst für den 1890 erschienenen Teilband Steiermark des sogenannten Kronprinzenwerkes tätig.
- um 1875, „Ein Wiener Kaffeehaus“, Holzstich, Berlin, Sammlung Archiv für Kunst und Geschichte
- um 1880, Serie „Zunftwappen“, u. a. Müller, Lithographen